# Hastighetsåkning på skridskor vid olympiska vinterspelen 1964

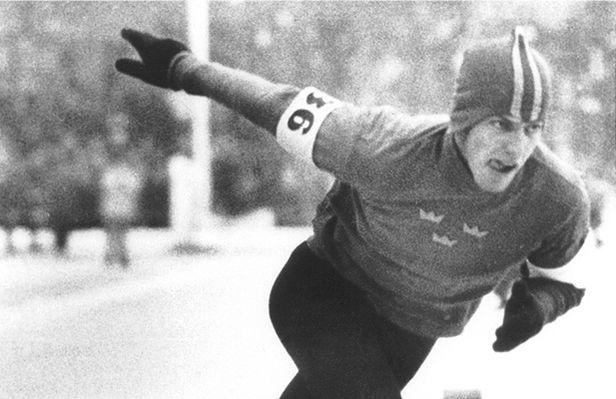
Jonny Nilsson från Sverige vann herrarnas 10 000-meterslopp.

Hastighetsåkning på skridskor vid olympiska vinterspelen i Innsbruck i österrikiska Tyrolen innebar åtta tävlingar, vilka hölls från torsdag 30 januari till söndag 2 februari 1964 (damer) och från tisdag 4 februari till fredag 7 februari 1964 (herrar).
Lidija Skoblikova från Sovjetunionen vann alla fyra damtävlingar och med totalt sex medaljer från 1960 och 1964 har hon (räknat efter 2006 års olympiska vinterspel) vunnit flest olympiska medaljer i hastighetsåkning på skridskor någonsin.

## Medaljörer

### Herrar
| Gren                     | Guld                      | Guld        | Silver                                                                          | Silver  | Brons                  | Brons   |
| 500 meter Detaljer...    | Terry McDermott USA       | 40,1 (OR)   | Alv Gjestvang Norge Jevgenij Grisjin Sovjetunionen Vladimir Orlov Sovjetunionen | 40,6    |                        |         |
| 1 500 meter Detaljer...  | Ants Antson Sovjetunionen | 2:10,3      | Kees Verkerk Nederländerna                                                      | 2:10,6  | Villy Haugen Norge     | 2:11,2  |
| 5 000 meter Detaljer...  | Knut Johannesen Norge     | 7:38,4 (OR) | Per Ivar Moe Norge                                                              | 7:38,6  | Fred Anton Maier Norge | 7:42,0  |
| 10 000 meter Detaljer... | Jonny Nilsson Sverige     | 15:50,1     | Fred Anton Maier Norge                                                          | 16:06,0 | Knut Johannesen Norge  | 16:06,3 |

### Damer
| Gren                    | Guld                            | Guld        | Silver                                                | Silver | Brons                            | Brons  |
| 500 meter Detaljer...   | Lidija Skoblikova Sovjetunionen | 45,0 (OR)   | Irina Jegorova Sovjetunionen                          | 45,4   | Tatiana Sidorova Sovjetunionen   | 45,5   |
| 1 000 meter Detaljer... | Lidija Skoblikova Sovjetunionen | 1:33,2 (OR) | Irina Jegorova Sovjetunionen                          | 1:34,3 | Kaija Mustonen Finland           | 1:34,8 |
| 1 500 meter Detaljer... | Lidija Skoblikova Sovjetunionen | 2:22,6 (OR) | Kaija Mustonen Finland                                | 2:25,5 | Berta Kolokoltseva Sovjetunionen | 2:27,1 |
| 3 000 meter Detaljer... | Lidija Skoblikova Sovjetunionen | 5:14,9      | Han Pil-Hwa Nordkorea Valentina Stenina Sovjetunionen | 5:18,5 |                                  |        |

## Medaljfördelning
| Pl.    | Nation        | Guld | Silver | Brons | Totalt |
| ------ | ------------- | ---- | ------ | ----- | ------ |
| 1      | Sovjetunionen | 5    | 5      | 2     | 12     |
| 2      | Norge         | 1    | 3      | 3     | 7      |
| 3      | USA           | 1    | 0      | 0     | 1      |
| 3      | Sverige       | 1    | 0      | 0     | 1      |
| 5      | Finland       | 0    | 1      | 1     | 2      |
| 6      | Nordkorea     | 0    | 1      | 0     | 1      |
| 6      | Nederländerna | 0    | 1      | 0     | 1      |
|        |               |      |        |       |        |
| Totalt | Totalt        | 8    | 11     | 6     | 25     |